# Slowakische Sprache
Die slowakische Sprache (slowakisch slovenský jazyk, slovenská reč oder slovenčina) gehört gemeinsam mit Tschechisch, Polnisch, Kaschubisch und Sorbisch zu den westslawischen Sprachen und damit zur indogermanischen Sprachfamilie.
Slowakisch wird von rund fünf Millionen Menschen in der Slowakei und etwa zwei Millionen Auswanderern, davon ungefähr eine Million in Nordamerika (USA, Kanada) gesprochen. Seit dem 1. Mai 2004, dem Beitritt der Slowakei zur Europäischen Union, ist Slowakisch eine der Amtssprachen der Europäischen Union.

## Tschechisch und Slowakisch
Slowaken und Tschechen verstanden einander über lange Zeit recht problemlos. Gefördert wurde dies durch die gemeinsame Geschichte in der Tschechoslowakei von 1918 bis 1992. Jedoch werden zunehmend Verständnisprobleme bei der jüngeren tschechischen Generation beobachtet, die nach der Trennung der Slowakei und Tschechiens aufgewachsen ist. Im Gegensatz zu den jüngeren Slowaken, die weiterhin tschechische Medien und Literatur konsumieren, hat der Kontakt mit der slowakischen Sprache insbesondere im Westen Tschechiens (Böhmen) stark abgenommen. Offizielle Dokumente in der jeweils anderen Landessprache werden in Tschechien und der Slowakei automatisch anerkannt. Das Recht, im Amtsverkehr die andere Sprache zu verwenden, ist im slowakischen Minderheitensprachengesetz und im tschechischen Verwaltungsordnungsgesetz verankert. Fernsehsendungen in der jeweils anderen Sprache werden in der Slowakei fast immer und in Tschechien oft unübersetzt ausgestrahlt.

## Geschichte

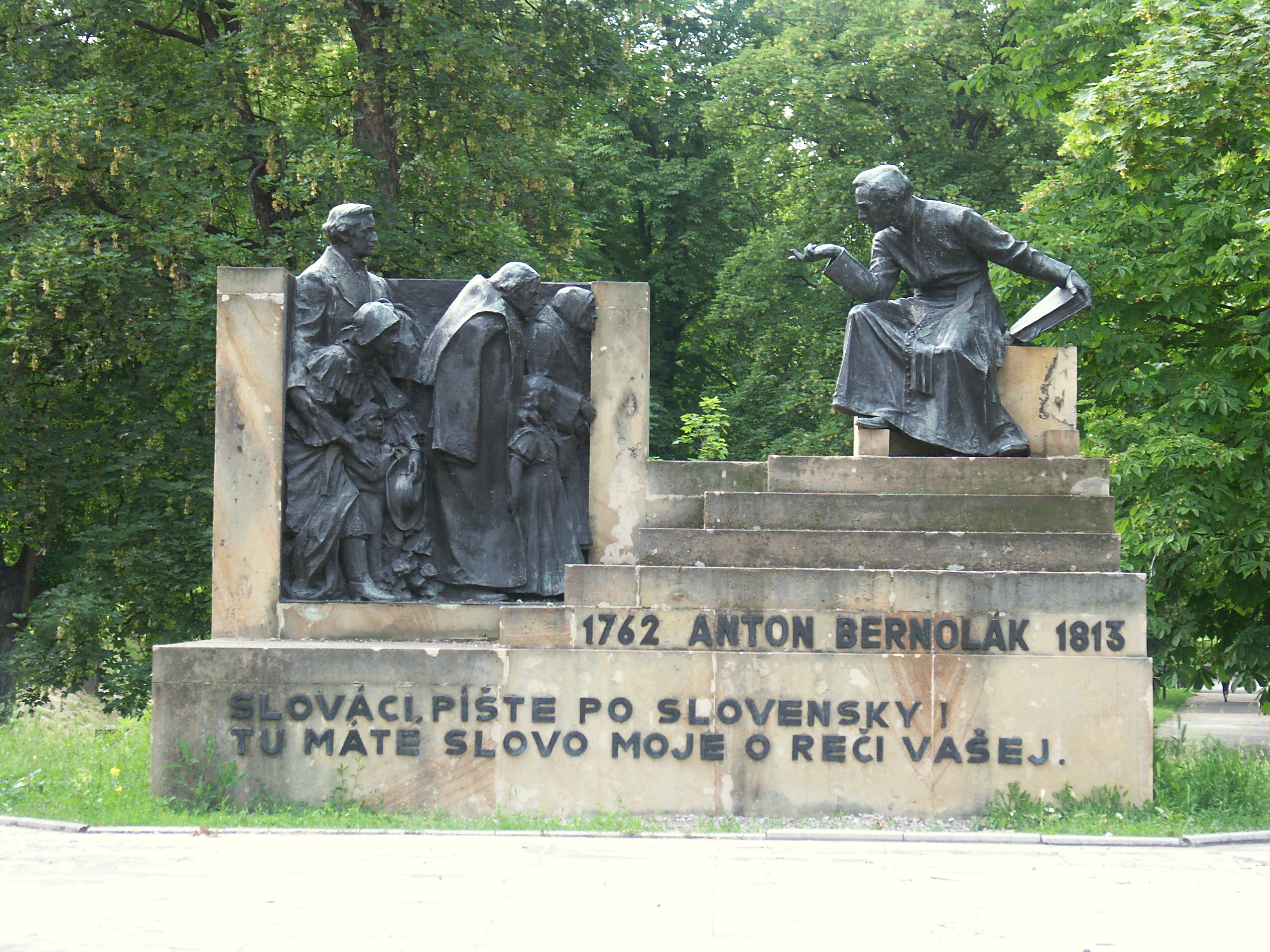
Denkmal für Anton Bernolák mit dessen Aufforderung „Slováci, píšte po slovensky!“, deutsch „Slowaken, schreibt auf Slowakisch!“, in Trnava

Das Slowakische entstand im 10. Jahrhundert nach dem Untergang des Großmährischen Reiches aus der Sprache der slověne (ausgesprochen etwa [slowäne] (offenes e) oder [slowene] (mittleres e)), das heißt der Bevölkerung dieses Reichs (siehe unter Slawen), in Form mehrerer Dialekte. Vom 10. bis zum 19. Jahrhundert wurde im Königreich Ungarn (dessen Bestandteil die Slowakei im 11. Jahrhundert geworden war) als Amts- und Literatursprache vorwiegend Latein verwendet. Außerdem wurde zum Teil Deutsch und Ungarisch verwendet. Daneben begann vor allem das Bürgertum der Slowakei im 13. und 14. Jahrhundert, die eigene Sprache als (parallele) Amtssprache zu verwenden, wobei man allerdings schon bald (am Ende des 14. Jahrhunderts) dazu überging, in dieser Funktion und später auch als Literatursprache das Tschechische einzusetzen. Die Gründe hierfür waren anfangs vor allem, dass es sich um eine bereits „fertige“ Schriftsprache eines verwandten Landes mit einer berühmten Universität in Prag handelte, im 15. Jahrhundert auch der Einfluss tschechischer Hussiten in der Slowakei und später auch der Einfluss tschechischer protestantischer Emigranten in der Slowakei. Umgekehrt waren unter den vier wichtigsten Erneuerern der tschechischen Sprache im 18. und 19. Jahrhundert zwei Slowaken, Jan Kollár und Pavel Jozef Šafárik. Die tschechischen Texte wurden aber sehr oft (bewusst oder unbewusst) mit slowakischen Elementen versehen (so genanntes slowakisiertes Tschechisch, siehe auch Žilina). Im mündlichen Gebrauch wurden natürlich weiterhin die jeweiligen slowakischen Dialekte verwendet.
Obwohl es schon im 16. Jahrhundert Versuche gab, eine gemeinsame slowakische Schriftsprache zu etablieren, wurde die erste richtige einheitliche Schriftsprache erst 1787 von Anton Bernolák auf der Grundlage des westslowakischen Dialektes aus der Umgebung Trnavas festgelegt. Die heutige slowakische Schriftsprache wurde in den 1840er Jahren von Ľudovít Štúr auf der Basis eines mittelslowakischen Dialektes festgelegt (siehe Nationale Wiedergeburt der Slowaken). Die späte Kodifizierung der Sprache ermöglichte, wesentliche Bereiche des slowakischen Formensystems einfacher zu halten als das tschechische.

## Grammatik
Slowakisch ist eine stark flektierende Sprache mit sechs grammatikalischen Fällen.

## Aussprache
Grundregeln:
- Im Slowakischen wird grundsätzlich die erste Silbe betont, aber nicht in allen Dialekten.
- Die mit dem „Dĺžeň“ (= Verlängerungszeichen) gekennzeichneten Buchstaben (á, é, í, ó, ú, ý, ĺ, ŕ) werden lang ausgesprochen. Die beiden seltenen Konsonanten ĺ und ŕ sind dabei deutlich lang auszusprechen. Lange und betonte Silben fallen nicht notwendigerweise zusammen, das heißt, es gibt auch unbetonte Längen.
- Die mit dem „Mäkčeň“ (= Weichheitszeichen) gekennzeichneten Buchstaben (ď, ň, ľ, ť) werden weich ausgesprochen, das heißt in der Regel mit einem Anklang an ein j hinter dem Konsonanten artikuliert. In der Phonetik ist dies als Palatalisierung bekannt und bezeichnet die Aussprache eines Konsonanten mit zum harten Gaumen angehobener Zungenmitte. Ferner werden mit diesem diakritischen Zeichen Zischlaute bezeichnet (č, dž, š, ž). Verwirrenderweise wird der Mäkčeň bei Großbuchstaben und bei kleinen č, dž, ň, š, ž stets als ˇ, nach kleinen ď, ľ, ť meist als zum Buchstaben gehörende allographische Variante des Apostrophs ’ geschrieben.

Vor e und i werden d/l/n/t palatalisiert ausgesprochen, das heißt mit einem Anklang an ein j hinter dem Konsonanten artikuliert. Die Zunge geht dabei zum vorderen Gaumen. Von dieser Regel gibt es eine Reihe von Ausnahmen, vor allem in Fremdwörtern (zum Beispiel wird das Wort telefón wie auf Deutsch ausgesprochen), aber auch in einer kleineren Gruppe einheimischer Wörter wie teraz „jetzt“.
Die meisten Buchstaben werden ausgesprochen wie im Deutschen. Anders gesprochen werden (zum Teil aufgrund der vorstehend genannten Grundregeln):
| Aussprache der slowakischen Laute | Aussprache der slowakischen Laute  | Aussprache der slowakischen Laute | Aussprache der slowakischen Laute        | Aussprache im Deutschen mit Beispielen                                                                                 |
| --------------------------------- | ---------------------------------- | --------------------------------- | ---------------------------------------- | --- |
| á, é, í, ó, ú, ý                  | [aː], [ɛː], [iː], [ɔː], [uː], [iː] | langes a, e, i, o, u, i           | áno, pekné, slovník, móda, kultúra, nový | Wahrheit, Mähne, Liebe, englisch all, Huhn, Liebe                                                                      |
| ä                                 | [æ] oder [ɛ]                       | sehr offenes e oder einfach ä     | päť                                      | ungefähr wie Kälte in Norddeutschland                                                                                  |
| ô                                 | [u̯o]                               | uo                                | stôl                                     | zusammengesprochenes uo, ein Diphthong                                                                                 |
| c                                 | [ʦ]                                | stimmloses tz, z                  | ceruzka                                  | z (Zimmer) |
| dz                                | [ʣ]                                | stimmhaftes dz, z                 | medza                                    | italienisch organizzare, altgriechisch dzügos                                                                          |
| č                                 | [ʧ]                                | stimmloses tsch                   | slečna                                   | tsch (deutsch) |
| ch                                | [x]                                | stimmloses ch, auch am Wortanfang | chlieb                                   | wie dt. ch in Bach, Nacht                                                                                              |
| dž                                | [ʤ]                                | stimmhaftes dsch                  | džem                                     | dsch (Dschungel) |
| s                                 | [s]                                | stimmloses s                      | slovník                                  | weiß |
| z                                 | [z]                                | stimmhaftes s                     | zošit                                    | s (Rose) |
| š                                 | [ʃ]                                | stimmloses sch                    | škola                                    | sch (Schule) |
| ž                                 | [ʒ]                                | stimmhaftes sch                   | žena                                     | französisch garage |
| ď                                 | [ɟ], [dʲ]                          | palatalisiertes (weiches) d       | ďakujem                                  | ungefähr wie in Nadja                                                                                                  |
| ť                                 | [c], [tʲ]                          | palatalisiertes (weiches) t       | robiť                                    | ungefähr wie in Katja                                                                                                  |
| ň                                 | [ɲ], [nʲ]                          | palatalisiertes (weiches) n       | deň                                      | französisch Avignon, spanisch ñ oder ungenau wiedergegeben Tanja                                                       |
| ľ                                 | [ʎ], [lʲ]                          | palatalisiertes (weiches) l       | učiteľ                                   | wie gli... im Italienischen oder ll im kontinentaleurop. Spanisch                                                      |
| l                                 | [ɫ]                                | hartes l                          | neutral                                  | l mit stark gesenkter Zungenmitte (ähnlich wie in zahlreichen deutschen Dialekten, z. B. Schweizerdeutsch oder Kölsch) |
| r                                 | [r]                                | immer Zungen-r                    | ryba                                     | reden (Zungen-r) |
| v                                 | [v]                                | stimmhaftes w                     | váza                                     | w (Wasser) |

Noch zu beachten:
- e und o sind im Gegensatz zum Deutschen immer etwa halboffen
- v wird am Ende der Silbe wie ein bilabiales u [u̯] ausgesprochen, zum Beispiel dievča [ďieu̯ča]
- h wird immer ausgesprochen (nicht wie gähnen) und nähert sich im Silbenauslaut an das ch
- ck = c + k (nicht wie Hacke, sondern wie erzkatholisch)
- sch = s + ch (nicht wie Schule, sondern wie bisschen)
- sp = s + p (nicht wie speziell, sondern wie Raspel)
- st = s + t (nicht wie Stunde, sondern wie Wurst)
- eu = e + u (nicht wie Europa, sondern wie Museum)

## Die rhythmische Kürzung
Die als „rhythmische Kürzung“ bekannte Regel ist für das Slowakische charakteristisch. Gemäß dieser Regel dürfen im Slowakischen zwei lange Silben nicht aufeinander folgen. Wenn zwei lange Silben aufeinander folgen sollten, wird meistens die zweite gekürzt, zum Beispiel:
- krátky – normalerweise würde das „y“ auch mit Dĺžeň geschrieben werden (Adjektivendung -ký), also *krátký, was aber durch die rhythmische Kürzung vermieden wird, denn krá ist schon eine lange Silbe
- biely – hier ist bie schon eine lange Silbe (ie ist ein Diphthong), somit kommt bei „y“ kein Dĺžeň vor

Es gibt allerdings auch eine Reihe von Ausnahmen, so etwa die Possessivadjektive auf -í (z. B. vtáčí / vtačí „zum Vogel gehörig“), Substantive mit den Suffixen -ie (z. B. prútie „Reisig“) u. a. m., außerdem wird die Endung der 3. Person Plural auf -ia nie gekürzt. Die Menge der Ausnahmen nimmt jedoch im Alltagsgebrauch und entsprechend bei jeder Neukodifizierung der Sprache ständig ab. So hieß es z. B. bis in die 1990er Jahre píšúci (schreibend), mliekáreň (Molkerei), kamzíčí (zur Gämse gehörend), seit etwa 1997 jedoch bereits píšuci, mliekareň, kamzičí usw.

## Dialekte

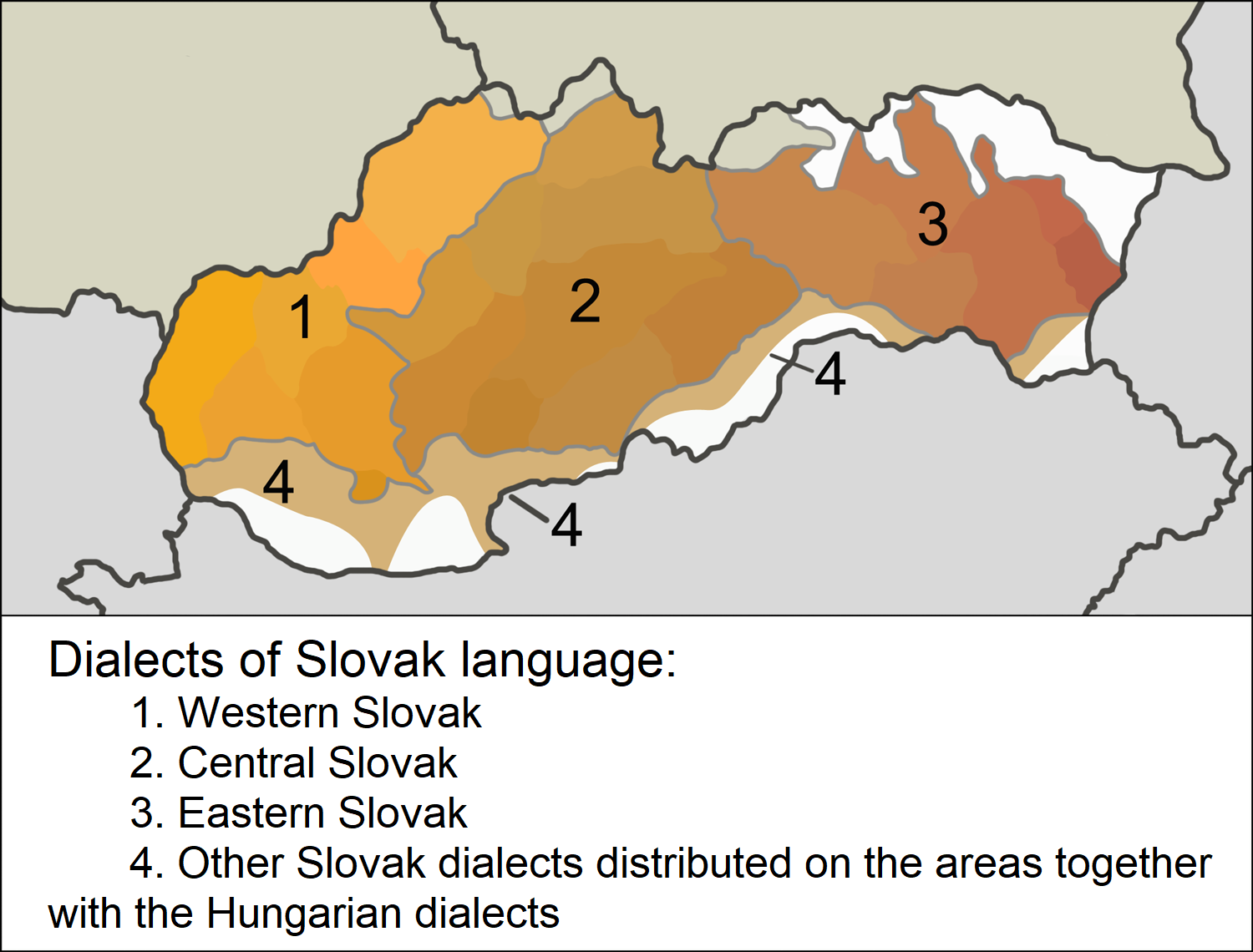
Die drei großen Dialektgruppen der Slowakei: 1. Westslowakische, 2. Mittelslowakische und 3. Ostslowakische Dialekte

Das gesprochene Slowakisch zerfällt in zahlreiche Dialekte. Diese lassen sich jedoch in drei Hauptgruppen unterteilen:
- Ostslowakische Dialekte in den Regionen Spiš, Šariš, Zemplín und Abov
- Mittelslowakische Dialekte in den Regionen Liptov, Orava, Turiec, Tekov, Hont, Novohrad, Gemer und dem historischen Komitat Zvolen
- Westslowakische Dialekte in der Region Kysuce und den historischen Komitaten Bratislava, Nitra und Trenčín

Manchmal wird noch eine vierte Gruppe angegeben, die sogenannten Unterland-Dialekte (slowakisch dolnozemské nárečia), die im heutigen Südostungarn (rund um Békéscsaba), Vojvodina (Serbien), westlichen Rumänien und kroatischen Syrmien gesprochen werden, also außerhalb der Grenzen der heutigen Slowakei. Neben örtlichen Einflüssen weist der Dialekt Ähnlichkeiten mit dem Novohrad-Dialekt auf.
In einem langen Streifen durch die Südslowakei existieren verschiedene slowakische Dialekte zusammen mit dem Ungarischen (auf der Karte mit der Nr. 4 markiert).
Für eine genauere Beschreibung der Regionen siehe Liste traditioneller Regionen der Slowakei.

## Die slowakische Schrift und ihre diakritischen Zeichen
| Groß | Unicode | Beschreibung | Klein | Unicode | Beschreibung |
| ---- | ------- | ------------ | ----- | ------- | ------------ |
| Á    | &#193;  | A mit dĺžeň  | á     | &#225;  | a mit dĺžeň  |
| Ä    | &#196;  | A Umlaut     | ä     | &#228;  | a Umlaut     |
| Č    | &#268;  | C mit mäkčeň | č     | &#269;  | c mit mäkčeň |
| Ď    | &#270;  | D mit mäkčeň | ď     | &#271;  | d mit mäkčeň |
| É    | &#201;  | E mit dĺžeň  | é     | &#233;  | e mit dĺžeň  |
| Í    | &#205;  | I mit dĺžeň  | í     | &#237;  | i mit dĺžeň  |
| Ľ    | &#317;  | L mit mäkčeň | ľ     | &#318;  | l mit mäkčeň |
| Ĺ    | &#313;  | L mit dĺžeň  | ĺ     | &#314;  | l mit dĺžeň  |
| Ň    | &#327;  | N mit mäkčeň | ň     | &#328;  | n mit mäkčeň |
| Ó    | &#211;  | O mit dĺžeň  | ó     | &#243;  | o mit dĺžeň  |
| Ô    | &#212;  | O circumflex | ô     | &#244;  | o circumflex |
| Ŕ    | &#340;  | R mit dĺžeň  | ŕ     | &#341;  | r mit dĺžeň  |
| Š    | &#352;  | S mit mäkčeň | š     | &#353;  | s mit mäkčeň |
| Ť    | &#356;  | T mit mäkčeň | ť     | &#357;  | t mit mäkčeň |
| Ú    | &#218;  | U mit dĺžeň  | ú     | &#250;  | u mit dĺžeň  |
| Ý    | &#221;  | Y mit dĺžeň  | ý     | &#253;  | y mit dĺžeň  |
| Ž    | &#381;  | Z mit mäkčeň | ž     | &#382;  | z mit mäkčeň |

## Sprachbeispiel
Allgemeine Erklärung der Menschenrechte, Artikel 1:

„Všetci ľudia sa rodia slobodní a sebe rovní, čo sa týka ich dôstojnosti a práv. Sú obdarení rozumom a majú navzájom jednať v bratskom duchu.“

„Alle Menschen sind frei und gleich an Würde und Rechten geboren. Sie sind mit Vernunft und Gewissen begabt und sollen einander im Geist der Brüderlichkeit begegnen.“

## Normierungstexte
Die slowakische Sprache wird vom Jazykovedný ústav Ľudovíta Štúra SAV (Sprachwissenschaftliches Ľudovít-Štúr-Institut der Slowakischen Akademie der Wissenschaften) reguliert, normiert und kodifiziert. Die jeweils aktuellen Auflagen folgender 4 Werke sind per Gesetz für jeglichen offiziellen Gebrauch der Sprache absolut verpflichtend:
- Ján Doruľa u. a. (spätere Auflagen von J. Kačala J., M. Pisarčíková u. a. redigiert): Krátky slovník slovenského jazyka. [Kurzwörterbuch der slowakischen Sprache] (Abk. KSSJ; dies ist ein Äquivalent des deutschen Duden – Deutschen Universalwörterbuchs):
  - 1. Auflage: Veda, Bratislava, 1987
  - 2. Auflage: Veda, Bratislava, 1989
  - 3. Auflage: Veda, Bratislava, 1997
  - 4. Auflage: Veda, Bratislava, 2003, Online-Version: slovnik.juls.savba.sk + slovnik.juls.savba.sk (PDF; 493 kB)
  - 5. Auflage: Vydavateľstvo Matice slovenskej, Martin, 2020, keine Online-Version
- Diverse Autoren: Pravidlá slovenského pravopisu. [Regeln der slowakischen Rechtschreibung] (Abk. PSP; dies ist ein Äquivalent des deutschen Duden Rechtschreibwörterbuchs):
  - 1. Auflage: Státní nakladatelství, Prag, 1931
  - 1. („2“) Auflage: Matica slovenská, (?)Martin, 1940
  - 1. („3“) – 11. („13“) Auflage: Vydavateľstvo SAV, Bratislava, 1953–1971
  - 1. („14“) Auflage: Veda, Bratislava, 1991
  - 2. („15“) Auflage: Veda, Bratislava, 1998
  - 3. („16“) Auflage: Veda, Bratislava, 2000,
  - 4. („17“) Auflage: Veda, Bratislava, 2013, Online-Version: juls.savba.sk
- Ábel Kráľ: Pravidlá slovenskej výslovnosti. (Regeln der slowakischen Aussprache) (Abk. PSV; dies ist ein Äquivalent des deutschen Duden Aussprachewörterbuchs):
  - 1. Auflage: SPN, Bratislava, 1984
  - 2. Auflage: SPN, Bratislava, 1988
  - 3. Auflage: SPN, Bratislava, 1996
  - 1. („4“) Auflage: Matica slovenská, Martin, 2005
  - 2. („5“) Auflage: Matica slovenská, Martin, 2009
  - 3. („6“) Auflage: Matica slovenská, Martin, 2016
- J. Ružička u. a.: Morfológia slovenského jazyka. (Morphologie der slowakischen Sprache) (Abk. MSJ), Vydavateľstvo SAV, Bratislava, 1966, Online-Version

## Großwörterbücher
- Anton Bernolák: Slowár Slowenskí, Česko-Laťinsko-Ňemecko-Uherskí, seu Lexicon Slavicum Latino-Germanico-Ungaricum auctore Antonio Bernolák. (Slowakisches Tschechisch-lateinisch-deutsch-ungarisches Wörterbuch, seu …) I-VI, Ofen (heute Budapest), 1825–1827. Vol. 1
- A. Jánošík, E. Jóna: Slovník spisovného jazyka slovenského. (Wörterbuch der slowakischen Schriftsprache), Matica slovenská, Martin, Bd. I (A–J) erschien 1946–1949 (dies sollte das erste einsprachige Großwörterbuch des Slowakischen werden, nach der Wiederherstellung der Tschechoslowakei nach dem Zweiten Weltkrieg wurde sein Erscheinen jedoch ausgesetzt)
- Š. Peciar: Slovník slovenského jazyka. (Wörterbuch der slowakischen Sprache). Band I–VI. Vydavateľstvo SAV, Bratislava 1959–1968 (Abk. SSJ; dies ist ein Äquivalent des deutschen Großen Wörterbuchs der deutschen Sprache), slovnik.juls.savba.sk+ slovnik.juls.savba.sk (PDF; 753 kB)
- K. Buzássyová, A. Jarošová u. a.: Slovník súčasného slovenského jazyka. (Wörterbuch der slowakischen Gegenwartssprache). Veda, Bratislava, Bd. I (A–G) erschien 2006/2007, Bd. II (H–L) 2011, Bd. III (M–N) 2015, Bd. IV (O–Pn) 2021 (Abk. SSSJ; dies ist praktisch eine völlige Neubearbeitung des vorstehend genannten Wörterbuchs)
- Historický slovník slovenského jazyka. (Abk. HSSJ) (Historisches Wörterbuch der slowakischen Sprache), Veda, Bratislava, Bd. I–VII, 1991–2008 (dieses Wörterbuch ist ein Wörterbuch der slowakischen Sprache aus der Zeit vor dem Ende des 18. Jahrhunderts), Online-Version slovnik.juls.savba.sk (kein Blättern möglich).
- Slovník slovenských nárečí. (Wörterbuch der slowakischen Dialekte), Veda, Bratislava Bd. 0 (Einleitung; 1980), Bd. I (A–K; 1994), Bd. II (L–P; 2006), Bd. III (P–R; 2021).

## Zweisprachige Wörterbücher

### Deutsch-slowakisch/slowakisch-deutsch (nur die größten Wörterbücher)
- M. Čierna, L. Čierny: Slovensko-nemecký slovník. (Slowakisch-deutsches Wörterbuch) Ikar, Bratislava 2012, ISBN 978-80-551-2312-7.
- M. Čierna, L. Čierny: Nemecko-slovenský slovník. (Deutsch-slowakisches Wörterbuch) Ikar, Bratislava 2012, ISBN 978-80-551-2311-0.
- Nemecko-slovenský a slovensko-nemecký veľký slovník. (Deutsch-slowakisches und slowakisch-deutsches Großwörterbuch) Lingea, 2011, ISBN 978-80-89323-69-2.
- T. Balcová: Veľký nemecko-slovenský, slovensko-nemecký slovník. (Großes deutsch-slowakisches, slowakisch-deutsches Wörterbuch) Kniha-Spoločník, 2009, ISBN 978-80-88814-66-5.
- Slovensko-nemecký slovník. (Slowakisch-deutsches Wörterbuch) Slovenské pedagogické nakladadeľstvo, Bratislava 1997, ISBN 80-08-00276-X.
- M. Čierna, M. Juríková, E. Géze, E. Menke:  Nemecko-slovenský slovník. (Deutsch-slowakisches Wörterbuch) Slovenské pedagogické nakladadeľstvo, Bratislava 1991, ISBN 80-08-01408-3.
- J. Siarsky: Slovensko-nemecký slovník. (Slowakisch-deutsches Wörterbuch) Amos, Bratislava 1991, ISBN 80-85290-01-4. (unveränderter Nachdruck der Erstausgabe 1973, veraltet)

### Tschechisch-slowakisch/slowakisch-tschechisch
- Magdaléna Feifičová, Vladimír Němec: Slovensko-český a česko-slovenský slovník na cesty. (Slowakisch-tschechisches und tschechisch-slowakisches Reisewörterbuch) 3. Auflage. Kava-Pech, Dobřichovice, CZ, 2009, ISBN 978-80-87169-14-8.
- J. Nečas, M. Kopecký: Slovensko-český a česko-slovenský slovník rozdílných výrazů. (Slowakisch-tschechisches und tschechisch-slowakisches Wörterbuch der unterschiedlichen Ausdrücke) 2. Auflage. Státní pedagogické nakladatelství Praha, 1989.
- Ž. Gašparíková, A. Kamiš: Slovensko-český slovník. 3. Auflage. Státní pedagogické nakladatelství Praha, 1987.
- G. Horák u. a.: Česko-slovenský slovník. 2. Auflage. Veda Vydavateľstvo Slovenskej akadémie vied, 1981.

## E-Learning
Mit Unterstützung der EU entstand das E-Learning-Projekt Slovake.eu, das ein kostenloses Lernen der Sprache über Internet ermöglicht.